# Волнограф
Волнограф — гидрологический измерительный прибор для регистрации высоты морских волн и периодов между ними. Может быть как судовым, так и стационарным, или смонтированным в радиобуе.
Как правило, датчиком такого прибора является чувствительная мембрана, которая способна воспринимать перепады гидростатического давления во время вертикальных смещений специального поплавка, или нихромовая проволока преобразующая волновую динамику в колебания электрического напряжения. Запись полученных данных называется волнограммой; она может быть произведена электронным потенциометром на ленте волновых колебаний.